# Stirling-ciklus
A Stirling-ciklus (Stirling-körfolyamat) a Robert Stirling által feltalált levegővel működő hőerőgépben lejátszódó ideális termodinamikai körfolyamat.
A körfolyamat általános jellemzője, hogy hőbevezetés révén a zárt rendszer belső energiája megnő, amit expanzióval hasznosítunk, majd a hulladék hőt elvonjuk, és visszavisszük a rendszert a kezdeti állapotba.

## A Stirling-ciklus részei

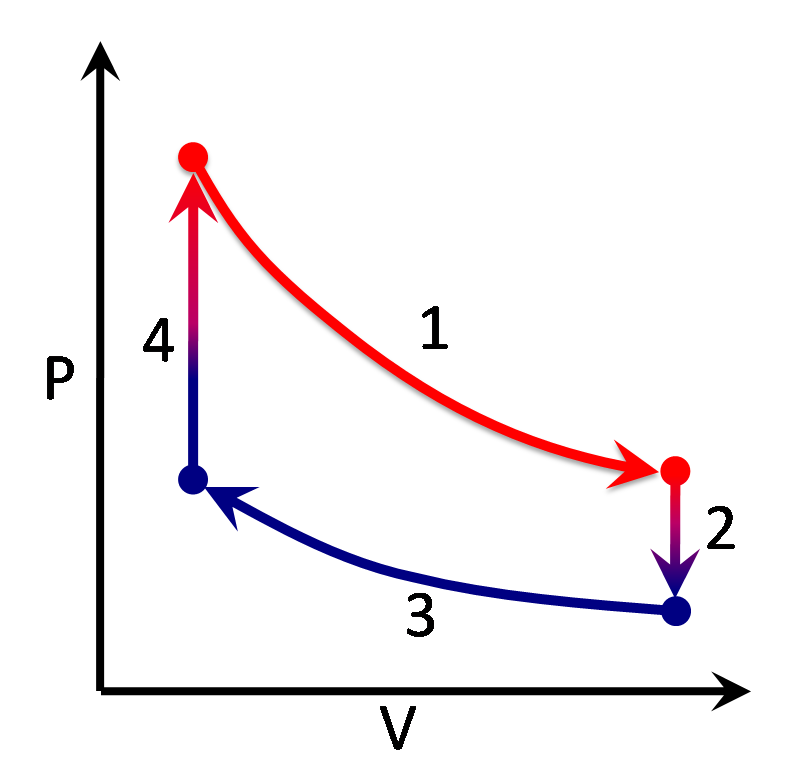
A Stirling-ciklus négy lépése a p-V-diagramon

Az ideális Stirling körfolyamat a következő részekből áll:
1. izotermikus expanzió,
2. állandó térfogatú (izochor) hűtési folyamat,
3. izotermikus kompresszió,
4. állandó térfogatú hőközlés.

## Stirling-ciklus jellemzői
A körfolyamat zárt rendszerben játszódik le, tehát a Stirling motornak a bezárt levegőt át kell vinnie egyszer a melegítő térbe, másodszor a hűtő térbe. Ugyanakkor az expanziós munkát is ki kell vennie a körfolyamatból. Ehhez egyszerűbb esetben egy térfogatkiszorító dugattyút, és egy expanziós-kompressziós dugattyút tartalmaz.
A p-V diagramon a hőközlés és hűtés függőleges egyeneseket, az izotermák p*V=const hiperbolákat jelent.
A Stirling-ciklus hatásfoka elméletileg a lehető legjobban megközelíti az ideális Carnot-ciklus hatásfokát, a gyakorlatban megvalósított motoroké elérheti a 40%-ot.